# Vieux breton
 (août 2012).
Si vous disposez d'ouvrages ou d'articles de référence ou si vous connaissez des sites web de qualité traitant du thème abordé ici, merci de compléter l'article en donnant les références utiles à sa vérifiabilité et en les liant à la section « Notes et références ».
Le vieux breton (henvrezhoneg en breton moderne) est le nom actuellement donné à la langue brittonique parlée en Armorique avant le XIe siècle. Il est suivi par le moyen breton puis le breton moderne.
Le plus ancien texte contenant du vieux breton est le manuscrit de Leyde datant de la fin du VIIIe ou du IXe siècle.
"La date de début du vieux breton fluctue au fur et à mesure que des manuscrits sont retrouvés et plus précisément datés ... Linguistiquement parlant, Schrijver considère ... comme scientifiquement équivalents jusqu'au XI° les termes vieux breton, vieux cornique et vieux brittonique du Sud-Ouest".

## Inscriptions

### L'inscription de Lomarec
La transcription la plus ancienne en vieux breton pourrait avoir été retrouvée à l'intérieur d'un sarcophage dans une chapelle près du village de Lomarec dans la commune de Crac'h, près d'Auray : « irha ema in ri », soit en breton moderne : « amañ emañ ar roue ». Le terme roue « roi » emprunté au français roi (prononcé jadis « roué ») s'est substitué au mot breton originel ri, parent du gaélique et du gaulois rix « roi ». Le sens global de cette phrase serait « ici repose le roi ».
Cependant, une autre analyse rapproche le breton irha du gallois yrha, plus vraisemblable linguistiquement, dont le sens est « raccourcir » ou « diminuer ». La traduction de l'inscription serait donc « Est (en train de) raccourcir / diminuer le Roi ». La formule voulant certainement dire la même chose, avec une tournure plus poétique sans doute.
L'inscription étant datée du siècle du roi Waroch, certains pensent qu'il y fut enterré. Les éléments à l'appui de cette thèse sont :
- l'étymologie d'Auray, dont une hypothèse y voit la signification de « cour royale » (du latin aula regia) ; une autre le breton erle ou arle un nom de personne.
- la date de la fondation d'Auray : une motte féodale y aurait existé dès le Ve siècle[Information douteuse].

Cette thèse est remise en question en 2000 par les travaux de Wendy Davies, James Graham-Campbell, Mark Handley, Paul Kershaw, John T. Koch, et Gwenaël Le Duc. Le collectif de chercheurs y met en évidence la présence de points entre les lettres I, N, R et I. Cette partie de l'inscription correspondrait à l'acronyme de l'expression latine « Iesvs Nazarenvs, Rex Ivdæorvm » (« Jésus le Nazaréen, roi des Juifs »). L'hypothèse la plus probable dans ce cas de figure est donc une bénédiction ou une recommandation à Dieu pour le défunt (à la suite du chrisme) .

### L'inscription de Gomené
L'inscription de Gomené ou inscriptions des Aulnays est aussi ancienne. Elle peut se voir sur un monument en granit : « Ced parth so »
Il est possible qu'une traduction littérale de cette inscription soit « partie-donné ceci » et qu'elle servait à délimiter un domaine. Il est néanmoins plus probable que la traduction soit « copropriété il y a », c'est-à-dire « en copropriété », rapprochant ced du gallois cyd « commun ». En gallois cyd-parth signifiant également « copropriété ».

## Évolution du vieux breton
Entre le gaulois et le brittonique existent alors quelques différences :
- Le groupe de consonnes [ks] a évolué vers [s] en gaulois et [x] en brittonique (devenu h ou c'h en breton). Cette évolution ne se confond pas avec celle du [s] indo-européen commun qui est alors encore prononcé [s] tant en gaulois qu'en brittonique. Étrangement, certains mots bretons ont subi l'évolution gauloise : ukso → a-us.
- Le son [uː] (ou long) du celtique commun devient [i] en brittonique et [u] ou [o] en gaulois : comparer l'évolution de l'étymon celtique dūnon « citadelle, colline » dans les toponymes Dinan (d'origine bretonne) et Verdun (d'origine gauloise).

### À partir duVesiècle
Les consonnes [k, t, p, g, d, b, m], placées entre deux voyelles ou une voyelle et une consonne sonante [l, m, r, n], subissent une lénition (adoucissement) en [g, d, b, ɣ, ð, v et ṽ].
Ces évolutions ne sont pas marquées dans l'écriture sauf quand les scribes font des fautes : comme si par exemple l'on écrivait en français sozie au lieu de sosie parce que la lettre S a ici le son [z]. C'est d'ailleurs pour cela que l'on sait que ces consonnes avaient évolué malgré l'orthographe.
Le [j] (y) évolue en [ð] (écrit d) vers 400.

### À partir duVIesiècle
Le [s] évolue en [h] :
- sintos → hint « sentier, chemin » ;
- salannos → holen « sel ».

Néanmoins, certains mots conservent le [s] initial : seizh « sept », sunañ « sucer », saotr « tache »...
Les consonnes occlusives géminées évoluent en fricatives : [pp] → [f] (écrit f, ph) ; [tt] → [θ] (écrit th, qui a évolué en zh en breton moderne) ; [kk] → [x] (écrit ch, moderne c'h)
- cattos → kazh « chat »
- succo → soc'h « soc »

Les consonnes occlusives sourdes [k, p, t] après consonne liquide [l, r] évoluent de même en fricative :
- rk → rc'h :  marcos →  marc'h « cheval »
- rp → rf : latin corpus → korf « corps »
- rt → rzh : nertos → nerzh « force »
- lk → lc'h
- lp → lf

Les groupes de consonnes [kt] et [pt] évoluent en [xt] puis en [jθ] qui évolue ensuite vers ezh, izh en breton. Exemples :
- latin fructus → frouezh « fruit »
- latin lacte(m) → laezh « lait »
- latin septem, celtique *sextan →  seizh « sept »

La métaphonie ou « contamination vocalique » (influence d'une voyelle sur une autre) transforme une voyelle postérieure (o, a) en voyelle antérieure (i, e) devant un [i] ou un [j].
- bucolio → bucelio → bugel « enfant »
- doniu → deniu → den « être humain »
- gallit → gell (forme irrégulière de gallout « pouvoir » à la troisième personne du singulier)

Disparition de la dernière syllabe. Le britonnique, au départ, avait son accent sur l'avant-dernière syllabe. Peu à peu, la force de cet accent fait disparaître la dernière syllabe.
L'accent restant au même endroit, il est désormais sur la dernière syllabe :
- eclesia → iliz « église »
- durnos → durn → dorn « main », etc.

Ces dernières syllabes, même si elles ont disparu, continuent jusqu'à aujourd'hui de provoquer des mutations consonantiques sur les mots qui suivent. Ce sont des « syllabes fantômes ».

### Période duVIIesiècle, duVIIIesiècleet duIXesiècle
Peu de changements influencent alors la langue.
La métaphonie des voyelles antérieures sur des voyelles postérieures se poursuit.
- monid → menid (moderne menez « mont »)
- kolin → kelenn (moderne kelenn « houx »)
- nouid → neuid (moderne nevez « nouveau »)

Par ailleurs, certaines voyelles commencent à s'ouvrir.
- Le vieux breton hésite entre le [u] (prononcer ou) et le [o] pour certains mots : dorn, durn (moderne dorn « main ») ; but, bot (moderne bout « être » ; dubr , dobr (moderne dour « eau »).
- Le [i] bref du brittonique commence à s'ouvrir en [e] : monid → menid → mened (moderne menez « mont »), louinid → leuinid → leuened (moderne levenez « joie »).

Des nouvelles diphtongues apparaissent :
- la voyelle longue [eː] devient [oi]
- la voyelle longue [ɛː] devient [ɔi].

La consonne [ɣ] issue de la lénition du [g] commence à disparaître en fin de mot après une voyelle :
- tig → tih → ti « maison »
- brog → broh → bro « pays »

Cependant, après une consonne liquide [r, l], ce même [ɣ] se renforce en [x] (c'h) :
- lerg → lerh → lerc'h « trace »
- dalg → dalh → dalc'h « pose, tenue, allure »

Par endroits, la prononciation [rg] est restée : bourg ou argant dans le Sud.

### IXesiècle
À partir du IXe siècle, dans une partie de la Bretagne, l'accent commence peu à peu à se déplacer de la dernière syllabe pour se fixer, comme avant le VIe siècle, sur l'avant-dernière syllabe. Mais cela seulement dans certaines parties du domaine bretonnant (surtout le Nord). Au Sud, dans le pays vannetais et nantais, l'accent reste sur la dernière syllabe.
Cette accentuation sur l'avant dernière syllabe se retrouve également en Cornouailles et en Pays de Galles. Certains pensent que c'est l'accentuation des verbes et de leur conjugaison (qui étaient toujours restés sur l'avant-dernière syllabe) qui fit évoluer les mots vers cette accentuation. Au XIIe siècle au plus tard, le changement d'accent est terminé.

### Xe-XIesiècle
Le [w] (écrit uu) en début de mot se renforce à partir du Xe siècle en [gw] (écrit gu, go) :
- uuin → guin (moderne gwin « vin »)
- uuerth → guerth (moderne gwerzh « vente, prix »).

Le [i] bref du brittonique achève de s'ouvrir en [e] :
- hint → hent « sentier, chemin »
- karantid → karantez « amour »

De ce fait, la différenciation entre le singulatif masculin -in(n) et le singulatif féminin -en(n) disparaît pour devenir uniformément -enn.
Le [o] bref inaccentué du brittonique a fini de se transformer en [e] :
- to → te « tu »
- com → ken « plus »

Le [ɔː] long ouvert du brittonique (écrit o) devient [ø] (eu).
- mor → meur « grand »
- bore → beure « matin »
- brotr → breur « frère »
- caradoc → caradeuc (moderne karadek « aimable »)

La métaphonie par les voyelles antérieures se poursuit dans certains mots (mais pas en vannetais ni en nantais).
- melin → milin « moulin »